# Ralls
Ralls è un centro abitato degli Stati Uniti d'America, situato nella contea di Crosby dello Stato del Texas. Fa parte dell'area metropolitana di Lubbock.
Ralls, che prende il nome John Robinson Ralls, è circondata da terreni agricoli che producono principalmente cotone e cereali, con minori quantità di soia, girasole, e verdure

## Geografia fisica
Ralls si trova nelle pianure del Llano Estacado tra Lorenzo a ovest e Crosbyton a est. A nord di Ralls vi è la piccola comunità di Cone e più a nord vi è una porzione ristretta del Blanco Canyon, dove si ritiene l'esploratore spagnolo Francisco Vásquez de Coronado e il suo esercito si siano accampati nel 1541. A sud di Ralls vi è la scarpata di Caprock che segna la rottura tra il Llano Estacado e le pianure ondulate, scolpite dagli affluenti del fiume Brazos, come il Salt Fork e il Double Mountain Fork.
Secondo lo United States Census Bureau, Ralls ha un'area totale di 1,3 miglia quadrate (3,4 km²).

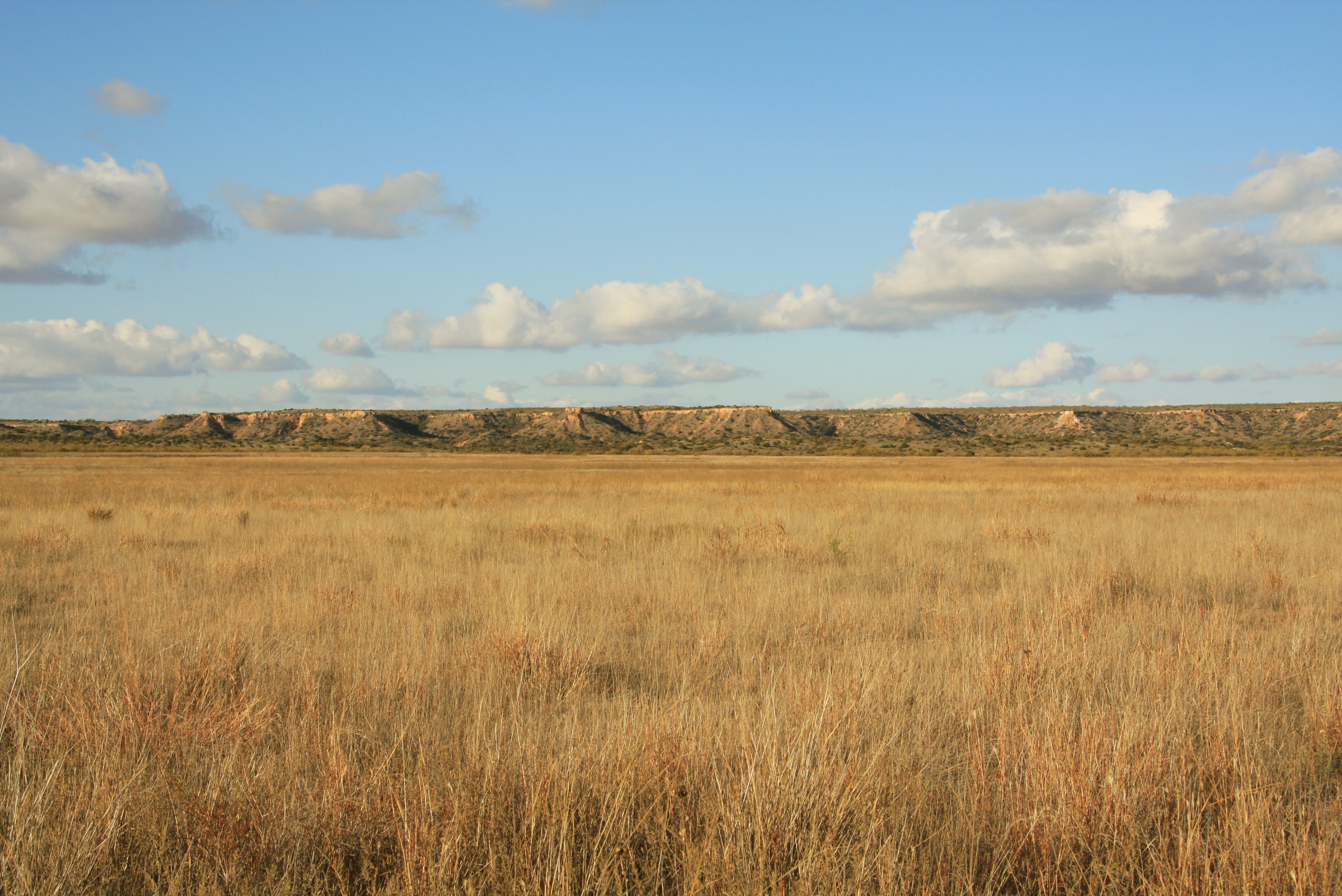
la scarpata di Caprock a sud di Ralls.

## Società

### Evoluzione demografica
Secondo lo United States Census Bureau, the population was 2,252 in 2000, with 776 nuclei familiari e 584 famiglie residing in the community. La densità di popolazione era di 1.680,4 persone per miglio quadrato (648,9/km²). C'erano 871 unità abitative a una densità media di 649,9 per miglio quadrato (251,0/km²). La composizione etnica della città era formata dal 58,48% di bianchi, il 2,22% di afroamericani, lo 0,53% di nativi americani, il 36,77% di altre razze, e il 2,00% di due o più etnie. Ispanici o latinos di qualunque razza erano il 55,77% della popolazione.
C'erano 776 nuclei familiari di cui il 38,7% aveva figli di età inferiore ai 18 anni, il 57,6% erano coppie sposate conviventi, il 13,4% aveva un capofamiglia femmina senza marito, e il 24,7% erano non-famiglie. Il 22,6% di tutti i nuclei familiari erano individuali e il 15,2% aveva componenti con un'età di 65 anni o più che vivevano da soli. Il numero di componenti medio di un nucleo familiare era di 2,86 e quello di una famiglia era di 3,37.
La popolazione era composta dal 32,7% di persone sotto i 18 anni, il 7,8% di persone dai 18 ai 24 anni, il 23,9% di persone dai 25 ai 44 anni, il 18,6% di persone dai 45 ai 64 anni, e il 16,9% di persone di 65 anni o più. L'età media era di 33 anni. Per ogni 100 femmine c'erano 87,4 maschi. Per ogni 100 femmine dai 18 anni in giù, c'erano 80,8 maschi.
Il reddito medio di un nucleo familiare era di 23.892 dollari, e quello di una famiglia era di 26.739 dollari. I maschi avevano un reddito medio di 23.750 dollari contro i 15.724 dollari delle femmine. Il reddito pro capite era di 10.557 dollari. Circa il 25,3% delle famiglie e il 28,6% della popolazione erano sotto la soglia di povertà, incluso il 34,8% di persone sotto i 18 anni e il 27,2% di persone di 65 anni o più.